# The Maid of Niagara
The Maid of Niagara è un cortometraggio muto del 1910 diretto da Theodore Wharton. Prodotto dalla  Pathé Frères, aveva come interpreti Irving Cummings, Octavia Handworth e Paul Panzer (anche se la loro presenza nel film non è confermata: Panzer, all'epoca, lavorava per Powers e della partecipazione di Cummings non ci sono documentazioni certe).

## Produzione
Il film fu prodotto dalla Pathé Frères

## Distribuzione
Distribuito dalla General Film Company, il film - un cortometraggio di 195 metri - uscì nelle sale statunitensi il 3 dicembre 1910. In Francia fu distribuito dalla Pathé Frères con il titolo La Fille du Niagara.